# NGC 7489
NGC 7489 est une vaste galaxie spirale située dans la constellation de Pégase. Sa vitesse par rapport au fond diffus cosmologique est de 5 885 ± 25 km/s, ce qui correspond à une distance de Hubble de 86,8 ± 6,1 Mpc (∼283 millions d'al). NGC 7489 a été découverte par l'astronome britannique William Lassell en 1863.
La classe de luminosité de NGC 7489 est IV et elle présente une large raie HI. En raison d'une brillance de surface égale à 14,31 mag/am2, on peut qualifier NGC 7489 de galaxie à faible brillance de surface (LSB en anglais pour low surface brightness). Les galaxies LSB sont des galaxies diffuses (D) avec une brillance de surface inférieure de moins d'une magnitude à celle du ciel nocturne ambiant.
Selon la base de données Simbad, NGC 7489 est une candidate au titre de  galaxie à noyau actif.
À ce jour, onze mesures non basées sur le décalage vers le rouge (redshift) donnent une distance de 75,745 ± 9,069 Mpc (∼247 millions d'al), ce qui est à l'intérieur des valeurs de la distance de Hubble. Notons que c'est avec la valeur moyenne des mesures indépendantes, lorsqu'elles existent, que la base de données NASA/IPAC calcule le diamètre d'une galaxie et qu'en conséquence le diamètre de NGC 7489 pourrait être d'environ 57,3 kpc (∼187 000 al) si on utilisait la distance de Hubble pour le calculer.

## Groupe de NGC 7539
Dans un article publié en 1988, Abraham Mahtessian mentionne que NGC 7489 est membre du groupe de NGC 7539, galaxie la plus lumineuse du groupe. Ce groupe de galaxies compte au moins 3 membres, soit NGC 7489, NGC 7539 et IC 5285.